# Terrazas
Terrazas es una localidad situada en la provincia de Burgos, comunidad autónoma de Castilla y León (España), comarca de Sierra de la Demanda, partido judicial de Salas, municipio de Salas de los Infantes.

## Geografía
Está situado en el sureste de la provincia de Burgos (Castilla y León, España), en el valle del río Arlanza.
Tiene 11 habitantes empadronados.

## Historia
Terrazas se asienta en territorio de la tribu celtibérica de los pelendones. Los romanos tuvieron un asentamiento a orillas del río. Muy cerca, en Castrovido, se encontraba otro asentamiento celtíbero. Terrazas fue fundada por Diego Laínez.

## Iglesia parroquial
Está dedicada a Santa Eugenia. Tiene una portada románica y en su interior destacan un artesonado y la pila bautismal.

## Fiestas
- Fiestas patronales: 11 y 12 de agosto.